# 马克·迈纳
马克·威廉·迈纳（英語：Mark William Minor，1950年5月14日—），美国NBA联盟前职业篮球运动员。他在1972年的NBA选秀中第11轮第165顺位被波士顿凯尔特人选中。